# Товариство св. Йоана Христителя
Товариство св. Йоана Христителя (Общество св. Йоана Хрестителя, (русин. Сполок св. Яна Крестителя; словацк. Spolok svätého Jána Krstiteľa)) — освітньо-допомогове товариство, засноване Олексою Духновичем у Пряшеві у вересні 1862 р. з метою допомоги бідним студентам, а також селянам і навіть цілим громадам (позички).

### Цілі організації
Своїм завданням ставило культурне, релігійне та народне відродження русинів Словаччини, насамперед через матеріальну, духовну та освітню допомогу бідним русинським греко-католицьким студентам.  

### Історія
Спілка налічувала понад 400 членів. Головою був А. Добрянський, а ініціатор товариства О. Духнович. Товариство відкрило в Пряшеві інтернат (з 1863 р.) для студентів із малозабезпечених сімей, який називався «Алумнеум» - бурса св. Йоана. Першим наглядачем цього інтернату був сам Духнович.
Членами Товариства були відомі русинські діячі східної Словаччини, письменники та журналісти і руські славісти Австрійської імперії.
Імператор Олександр II пожертвував для організації значну суму. Пряшівський єпископ М. Товт у 1880 р. пожертвував 6000 гульденів. Деякі руські книги потрапляли до бібліотеки Товариства прямо від авторів книг. Так відомий славіст Орест Міллер в 1866 р. надіслав свою відому «Хрестоматію...» в Товариство із дарчим написом: «У руське Товариство св. Йоана Хрестителя у Пряшеві».
Пряшівський єпископ Йосиф Гаганець також активно допомагав товариству. У кінці 1860-их pp., коли закарпатський суспільний центр перенісся до Ужгорода, воно сповільнило свою діяльність, бо тут створюється друга русинська організація під назвою «Товариство св. Василія Великого». Ініціатором виникнення обох цих Товариств був А. Добрянський.
Фактично ж Товариство припинило свою діяльність у 1874 році під тиском влади Угорщини. Під час Чехословацької республіки та після Другої світової війни єпископ Пряшева Павло Гойдич хотів відродити діяльність Товариства, але комуністичний режим остаточно скасував його після 1948 року.

### Сучасність
Відновило свою діяльність у 2003 році, коли було схвалена греко-католицьким єпископом Яном Баб'яком з Пряшева. Його членами тепер є переважно люди русинської національності, носії русинської мови та парафіяни греко-католицької церкви.
Його діяльність включає роботу з дітьми та молоддю, різноманітні заходи, видання релігійних книг (наприклад, греко-католицький русинський календар) та інші види діяльності.
З 2005 року Товариство публікує щорічний «Греко-католицький російський русинський календар» (словац. Grekokatolîc ruskyj rusîňskyj kalendar).
28 лютого 2008 року члени товариства брали активну участь у збагаченні виставки в музеї русинської культури в Пряшеві.
24 вересня 2008 року один із членів товариства видав кілька книг у музеї русинської культури, одна з яких «Мудрість життя».
У червні 2009 року товариство набрало близько 500 учасників.
10 листопада 2009 року провели науковий семінар «Християнські церкви східного регіону та формування національної ідентичності карпатських русинів».
20 грудня 2012 року Архієпископ та митрополит Йоан Баб'як дозволив обирати для всіх богослужінь русинський переклад Євангелія.
18 лютого 2013 року товариство брало участь в організації «Відродження русинів у Словаччині».
Греко-католицький священик о. Францішек Крайняк, який представляв організацію на Міжнародній науковій конференції «20 університетській русиністиці у Словаччині», виступив із доповіддю на тему «Русинська літургійна мова у XXI столітті».
Товариство і досі веде доволі активну участь у русинському відродженні і зробило у цей процес помітний внесок.